# Coeliccia palawana
Coeliccia palawana is een libellensoort uit de familie van de Breedscheenjuffers (Platycnemididae), onderorde juffers (Zygoptera).
De wetenschappelijke naam van de soort is voor het eerst geldig gepubliceerd in 1940 door Lieftinck.